# Češljakovci
Češljakovci – wieś w Chorwacji, w żupanii pożedzko-slawońskiej, w gminie Kaptol. W 2011 roku liczyła 268 mieszkańców.